# Franz Nabl
Franz Nabl (ur. 16 lipca 1883 w Lautschinie, zm. 19 stycznia 1974 w Grazu) – austriacki pisarz.
Jest autorem realistycznych powieści łączących barwną fabułę z portretami psychologicznymi postaci i rzeczową krytyką stosunków panujących w austro-węgierskiej monarchii - Ődhof... (t. 1–2, 1911-1914) i Das Grab des Lebendigen (1917) oraz dramatów. Opublikował również cykl nowel Johannes Krantz (1948, wyd. rozszerzone 1958).